# Goodジャパニーズ
『Goodジャパニーズ』（グッドジャパニーズ）は、1992年4月26日から同年9月20日までTBS系列局で放送されていたTBS製作のバラエティ番組である。放送時間は毎週日曜 19:30 - 20:54 （日本標準時）。

## 概要
テレゴングに特化したアンケートや特集などを組んでいた、視聴者参加型の生放送番組。直前の時間帯に放送されていた『さんまのからくりTV』の司会・明石家さんまも何度か出演したが、司会の古館のスケジュール調整が困難だったほか19時台後半は『世界名作劇場』（フジテレビ系）、『象印クイズ ヒントでピント』（テレビ朝日系）、20時台には『天才・たけしの元気が出るテレビ!!』（日本テレビ系）、『ダウンタウンのごっつええ感じ』（フジテレビ系）といった裏番組があり「最低2年は放送したい」というスタッフの意気込みとは裏腹に半年で打ち切られた。
第1回では、大相撲の当時大関だった小錦が横綱昇進を見送られたことに関する特集でテレゴングで世論調査を行いさんまのほか加山雄三も参戦して討論した。
第6回からはてこ入れのためスタッフを増強しスポーツチャンバラを紹介するコーナーや学校などでライトアップするコーナーを設けた。その一方で準レギュラーの三田寛子、松原智恵子、なぎら健壱を降板させた。
古館は本番組終了後TBSの番組の出演はしばらくなかったが1994年5月に『クイズ悪魔のささやき』の司会で2年ぶりに復帰した。また日曜の19時台も同年4月の『クイズ日本人の質問』(NHK総合。3月までは火曜20:00。4月より19:20に移動）で司会を務めた。同じ日曜の19時台では2004年スタートの『報道ステーション』（テレビ朝日系）の初代キャスターを務めた後の2016年10月から『フルタチさん』、2017年10月からも『モノシリーのとっておき～すんごい人がやってくる!～』（いずれもフジテレビ系）でも司会を務めた。

## 出演者

### 司会
- 古舘伊知郎
- 長野智子 - 古舘プロジェクトの所属者で、古舘が『F1グランプリ』の中継で出張した際の代理で出演。
- 畑恵美子（当時TBSアナウンサー）

### 準レギュラー
- 三田寛子
- 松原智恵子
- なぎら健壱

### ナレーター
- 福永典明[4]